# Myrtile
Ne doit pas être confondu avec myrtille ou Myrtil.
Myrtil, Myrtile ou Myrtille est un prénom révolutionnaire, présent dans le calendrier républicain, en référence à la myrtille. Il est rarement attribué sous sa forme masculine Myrtil : seulement 3 à 6 garçons par an jusqu’en 1956, il est ensuite abandonné. Ce prénom est par contre régulièrement donné aux femmes (Myrtile et Myrtille), avec environ cinq naissances par an au XIXe siècle. Après 1905, il est donné une quinzaine de fois par an jusqu’en 1940, puis son usage recule fortement. Depuis les années 1970, il est à nouveau donné, à environ 20 petites filles par an. Il se fête le 18 avril du Calendrier grégorien (29 germinal du calendrier républicain).